# Plebejus extrema
Plebejus extrema är en fjärilsart som beskrevs av Courvoisier 1907. Plebejus extrema ingår i släktet Plebejus och familjen juvelvingar. Inga underarter finns listade i Catalogue of Life.